# Dominique Michelet
Pour les articles homonymes, voir Michelet.
Dominique Michelet, né le 22 juin 1947, est un historien, archéologue mayaniste et mésoaméricaniste français,.

## Biographie
Élève de l’École normale supérieure entre 1968 et 1972, agrégé de grammaire et linguistique en 1972 puis docteur en ethnologie en 1980, il est assistant d'archéologie précolombienne à la Sorbonne Université et directeur-adjoint, puis directeur (1984), avec titre d’attaché culturel, du Centre d'études mexicaines et centraméricaines.
Professeur invité au département d’anthropologie de l’Université de Montréal et à l’Université de San Carlos, il est chargé de cours au département d’ethnologie de l'université Paris-Nanterre (1994-1997) puis chargé de conférences à l’École pratique des hautes études en 1997.
Chargé de recherche au Centre national de la recherche scientifique (1989-1997) et au musée de l'Homme (1992-2000), il a été le rédacteur en chef du Journal de la Société des américanistes de 1993 à 2016 et il fait partie du conseil d'assesseurs des revues mexicaines Arqueología Mexicana et Arqueología.
Directeur du projet Río Verde et codirecteur des projets Sud-Ouest du San Luis Potosí (1973-1982), Michoacán I (1983-1986) et Michoacan III (1993-1996), il est directeur-adjoint de la Fundación Stresser-Péan (Mexico) et membre des conseils scientifiques de la fondation Martine Aublet et du Prix d’archéologie Clio.
Président de l’association des Amis du Mexique en France, membre de la Société des Américanistes, de la Sociedad mexicana de Antropología (Mexico) et de la Society for American Archaeology (en), il est également membre du conseil scientifique du Groupe de Recherche International RITMO.
En 2020, il est élu membre de l'Académie des inscriptions et belles-lettres au fauteuil de Véronique Schiltz,. Il est aussi membre correspondant étranger de l'Academia Mexicana de la Historia.

## Principales publications
- Río Verde, San Luis Potosí (Mexique), México, Collection Études Mésoaméricaines I-9. CEMCA, 1984 (2e édition en 1996)[6].
- Enquêtes sur l’Amérique Moyenne. Mélanges offerts à Guy Stresser-Péan [sous la dir. de], México, Centre d' études mexicaines et centraméricaines, 1989.
- El Proyecto Michoacán 1983-1987 : medio ambiente e introducción a los trabajos arqueológicos [sous la dir. de], México, Centre d' études mexicaines et centraméricaines, 1992.
- Codex Azcatitlan (ouvrage collectif), Paris, Bibliothèque nationale de France /  Société des Américanistes, 1995.
- Los Mayas del Puuc : Arqueología de la región de Xculoc, Campeche [sous la dir. de], México, Centre d' études mexicaines et centraméricaines, 2000.
- Teotihuacan, cité des dieux, musée du Quai-Branly [sous la dir. de], Paris, Somogy Éditions d’art, 2009.
- Almacenamiento prehispánico del Norte de México al Altiplano Central [sous la dir. de], Paris - México, Université Paris I Panthéon-Sorbonne / Universidad Autónoma de San Luis Potosi, 2012.
- Mayas. Révélation d’un temps sans fin, Paris, Musée du Quai-Branly, 2014.
- Les Olmèques et les cultures du golfe du Mexique [sous la dir. de], Paris, Musée du Quai-Branly, 2020.
- Compases y texturas del tiempo entre los mayas : lo dicho, lo escrito, lo vivido  [sous la dir. de], México, Instituto de Investigaciones Filológicas, 2020.
- Xcalumkín, historia de un centro maya-puuc. I. El asentamiento (avec Pierre Becquelin), Paris, CNRS, 2021[7].

## Distinctions
- Chevalier de l'ordre national du Mérite[3]
- Chevalier de l'ordre des Palmes académiques (2024)[8]